# Llorenç Giménez Tarazona
Llorenç Giménez Tarazona   (Alfafar, 8 d'octubre de 1954 - València, 30 d'agost de 2019), també conegut com a Llorenç el contacontes, va ser un contacontes valencià. Va contribuir a popularitzar la figura del rondallaire i la recuperació del patrimoni oral del país.
Va ser un dels fundadors de l'Escola Gavina, un dels motors de la renovació pedagògica de l'escola valenciana i de la introducció del valencià a les aules. Des de l'any 1996 es dedicà en exclusiva a l'ofici de contacontes, a escriure històries i explicar-les a les escoles. Va escriure una dotzena de llibres infantils i va col·laborar en programes de la ràdio i televisió valenciana.
Va guanyar diversos premis com ara l'Empar de Lanuza de literatura infantil, el de la Crítica Serra d'Or de literatura infantil i juvenil i el de l'Associació de Biblioteques Valencianes.
Al Barri Orba d'Alfafar existeix un parc que porta el nom de l'escriptor i contacontes.
L'any 2019, arran del traspàs de Llorenç, l'ajuntament d'Alfafar va comunicar que la Fira del Llibre d'Alfafar passaria a denominar-se Fira del Llibre Llorenç Giménez en reconeixement de la figura de l'escriptor i contacontes alfafarenc.
El 7 d'octubre de 2019, la Generalitat Valenciana li concedí la Distinció de la Generalitat al Mèrit Cultural "com a reconeixement a la seua sensibilitat i enginy per a fer màgia amb les paraules, deixant bocabadats xiquets, xiquetes i majors, que van gaudir del privilegi d’escoltar-lo".

## Obra
- Rondalles de la Ribera (Edicions Camacuc, 1994)
- El castell de rei i el secret de les cinc llegendes (Generalitat Valenciana,1994)[7]
- Els animals agraïts (Institut Municipal de Cultura de Meliana, 1996)[5]
- El fantasma dels ulls blaus (Tàndem, 1996)[5]
- La mona i la palmera cocotera (Edicions del Bullent, 1997)[5]
- Tresor de contes (Edicions Voramar, 2001)
- Un conte, désset endevinalles i un regal (La Gavella. Moviment per la Llengua i la Cultura, 2001)
- Els acudits de Llorenç (Editorial Bromera, 2003)
- Pepet el geperut i Roc el panxut i altres rondalles (Edelvives, 1999)
- Els contes del Sambòrik (Perifèric Edicions, 2006)
- Oficis de Rondalla (Edicions 96, 2009)
- Les flors de l'Albagés (Edicions del Bullent, 2010)
- La aldea de las flores (Edicions del Bullent, 2010)
- La mona lectora (Edicions del Bullent, 2016)[8]